# Westdeutsche Immobilien Servicing

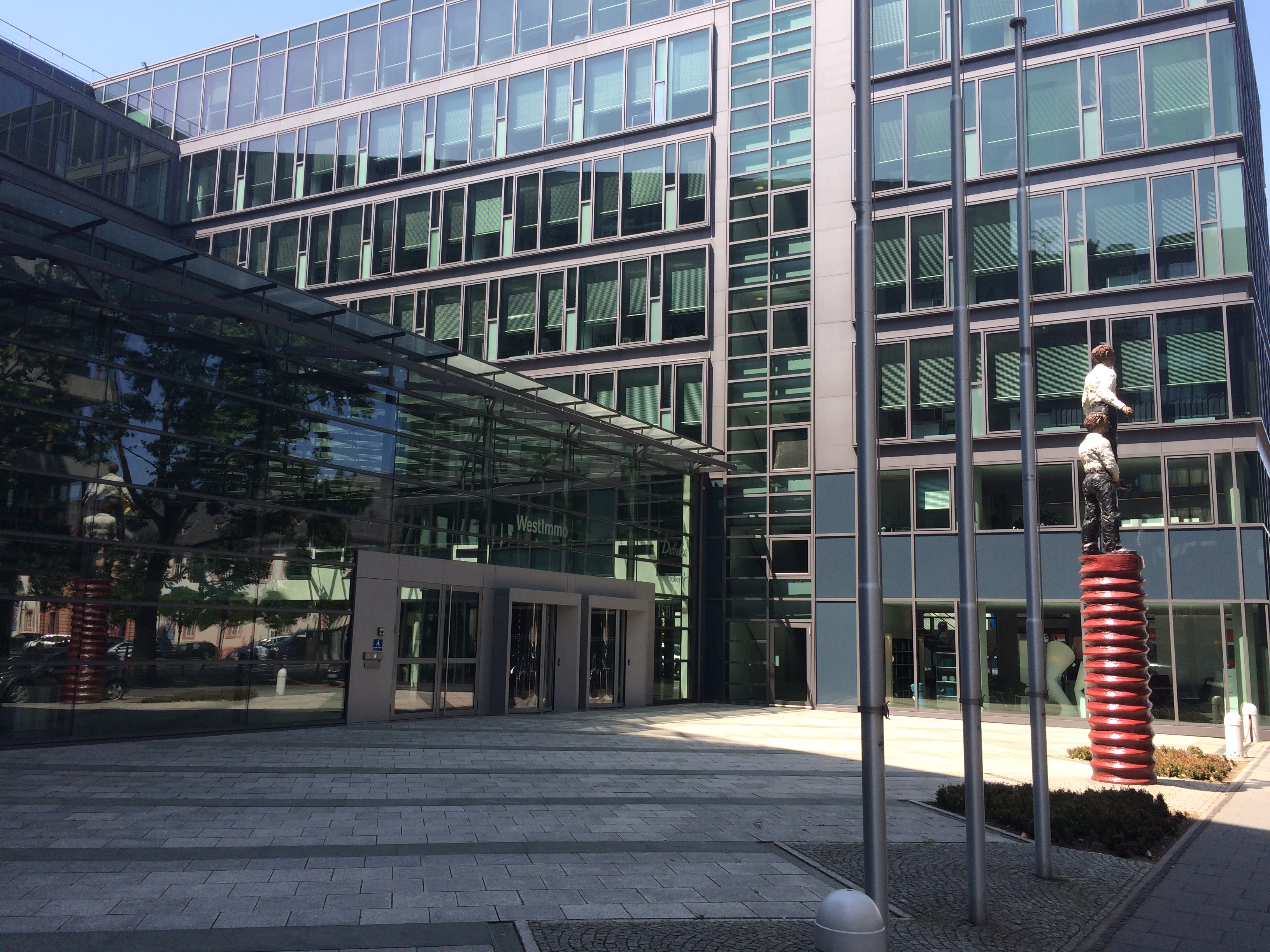
Westdeutsche Immobilienbank

Die Westdeutsche Immobilien Servicing AG (vormals: Westdeutsche ImmobilienBank AG; Kurzbezeichnung: WestImmo) mit Sitz in Mainz ist eine Spezialistin für das Servicing von Immobilienfinanzierungen im Aareal-Bank-Konzern.

## Geschichte
Die Westdeutsche ImmobilienBank wurde 1995 als Anstalt des öffentlichen Rechts als gemeinsame Tochter von Westdeutschen Landesbank (WestLB) (50 %), Südwestdeutschen Landesbank Girozentrale (SüdwestLB) (25 %) und LRP Landesbank Rheinland-Pfalz (25 %) gegründet. Im Jahr 2005 wurde sie eine 100%ige Tochtergesellschaft der WestLB für den Bereich der Immobilienfinanzierungen. Seit dem 1. Januar 2007 hat sie die Rechtsform einer Aktiengesellschaft.
Bei einer Bilanzsumme von 26,171 Milliarden Euro erzielte die Westdeutsche-ImmobilienBank-Gruppe im Jahr 2008 ein Vorsteuerergebnis von 121,2 Millionen Euro und damit das beste Ergebnis ihrer Geschichte.
Die Bank war auch auf dem Geschäftsfeld der privaten Baufinanzierung in Deutschland aktiv, hat sich hier aber Anfang 2009 wegen des scharfen Wettbewerbs aus dem Neugeschäft zurückgezogen. 
Im Rahmen eines Beihilfeverfahrens nach staatlichen Hilfen für die Konzernmutter WestLB hat die EU-Kommission am 12. Mai 2009 die Auflage erteilt, dass diese ihre Tochter WestImmo bis 2011 verkaufen muss. Im Dezember 2011 scheiterten Verkaufsverhandlungen der WestLB mit dem US-Finanzinvestor Apollo Investment Corporation. Im Zuge der Zerschlagung der WestLB hat die WestImmo am 30. Juni 2012 das Neugeschäft eingestellt und wurde im August / September 2012 an die Erste Abwicklungsanstalt übertragen.
Am 20. Mai 2014 hat die Erste Abwicklungsanstalt den Beginn eines erneuten Verkaufsprozesses für die WestImmo-Bank bekanntgegeben. Um die Verkaufschancen zu erhöhen, wurden rückwirkend zum 1. Januar 2014 Aktiva, die nicht zu der angestrebten Ausrichtung als reine Pfandbriefbank passen, auf die Erste Abwicklungsanstalt übertragen (sog. Carve-out). Am 22. Februar 2015 gab die EAA den Verkauf an die Aareal Bank bekannt. Die Transaktion wurde mit Wirkung zum 31. Mai 2015 vollzogen.
Im Wege einer Abspaltung am 30. Juni 2017 hat die Westdeutsche ImmobilienBank AG ihr Bankgeschäft und damit verbundene Kredit- und Wertpapierportfolios auf die Aareal Bank AG übertragen. In diesem Zusammenhang hat sie ihren Namen und ihren Geschäftszweck geändert. Sie firmiert unter dem Namen Westdeutsche Immobilien Servicing AG und hat die Funktion einer Kreditservicing-Gesellschaft im Aareal Bank Konzern.